# 자루 (일본 도구)

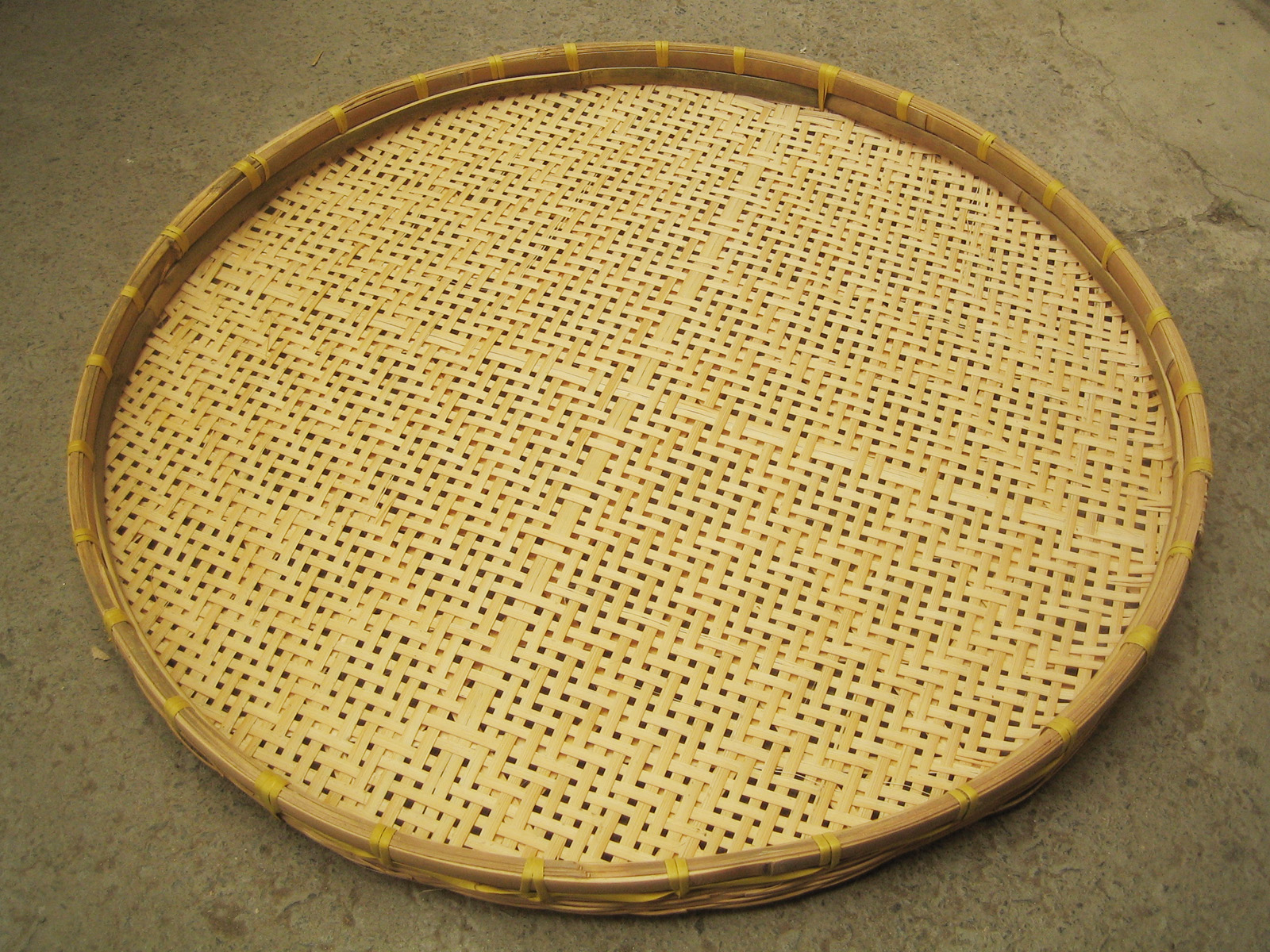
대나무로 만든 조리

조리(笊籬) 또는 자루(笊, ざる)는 일반적으로 일본 요리를 준비하고 표현하는 데 사용되는 대나무로 만든 평평하거나 얕은 바구니이다. 또한 여과기, 체 또는 콜런더와 유사한 플라스틱이나 금속으로 만들어진 변형도 있다.
조리는 매트에 세균이나 곰팡이가 자라는 것을 방지하고 수명을 연장하기 위해 사용 후 자연 건조된다. 그러나 가혹한 햇빛에 건조하면 조리의 대나무가 갈라질 수 있다.

## 같이 보기
- 채반
- 소쿠리